# 86e parallèle nord
Pour les articles homonymes, voir 86e parallèle.
En géographie, le 86e parallèle nord est le parallèle joignant les points de la surface de la Terre dont la latitude est égale à 86° nord.

## Géographie

### Dimensions
Dans le système géodésique WGS 84, au niveau de 86° de latitude nord, un degré de longitude équivaut à 7,791 km ; la longueur totale du parallèle est donc de 2 805 km, soit environ 7 % de celle de l'équateur. Il en est distant de 9 555 km et du pôle Nord de 447 km,.

### Régions traversées
Le 86e parallèle nord passe intégralement au-dessus de l'océan Arctique.